# Établissements Automotrice Rivierre
Établissements Automotrice Rivierre war ein französischer Hersteller von Automobilen und Motorrädern. Der Radrennfahrer Gaston Rivierre gründete 1903 in Paris das Unternehmen zur Produktion von Motorrädern. 1912 kam der Automobilbau dazu. Der Markenname lautete Rivierre. 1913 endete die Produktion.

## Automobile
Die Fahrzeuge wurden als Nachfolger des Contal angesehen. Es ist unklar, ob es sich um Dreiräder handelte wie beim Contal. Für den Antrieb sorgte ein Vierzylindermotor mit 1460 cm³ Hubraum. Die offene Karosserie bot Platz für zwei Personen. Eine Quelle nennt eine Torpedo-Karosserie.